# Публій Помпоній Секунд
Публій Кальвізій Сабін Помпоній Секунд (I ст. н. е.) — державний та військовий діяч Римської імперії, давньоримський поет часів імператорів Калігули та Клавдія, консул-суффект 44 року.

## Життєпис
Походив з плебейського роду Помпоніїв. Син Публія Помпонія та Вістілії. Замолоду брав участь у державних справах. Був другом Луція Елія Сеяна. У 31 році після страти останнього Помпонія було запроторено за наказом імператора Тиберія до в'язниці. Помпонія Секунда було звільнено лише після приходу до влади імператора Калігули у 37 році. 
У 38 році за заповітом Секунда було всиновлено Гая Кальвізія Сабіна. За деякими відомостями у 44 році (з березня по червень) був консулом-суффектом після смерті Гая Салюстрія Кріспа Пасієна. У цей час затоваришував з Плінієм Старшим.
За часів імператора Клавдія Помпонія було призначено імператорським легатом у провінції Верхня Германія. Тоді ж до провінції вдерлося плем'я хаттів, яким Помпоній завдав нищівної поразки й змусив укласти мирну угоду з імперією. За це він отримав тріумф.

## Творчість
Помпоній був значним поетом свого часу, складав трагедії. Їх високо оцінювали Квінтіліан, Пліній Молодший, Тацит. Секунд приділяв значну увагу тонкощам граматики та стилю при складанні своїх творів. Як теми використовував грецькі трагедії. Найвідомішим твором Помпонія Секунда є претекста «Еней».